# Victoria Baldesarra

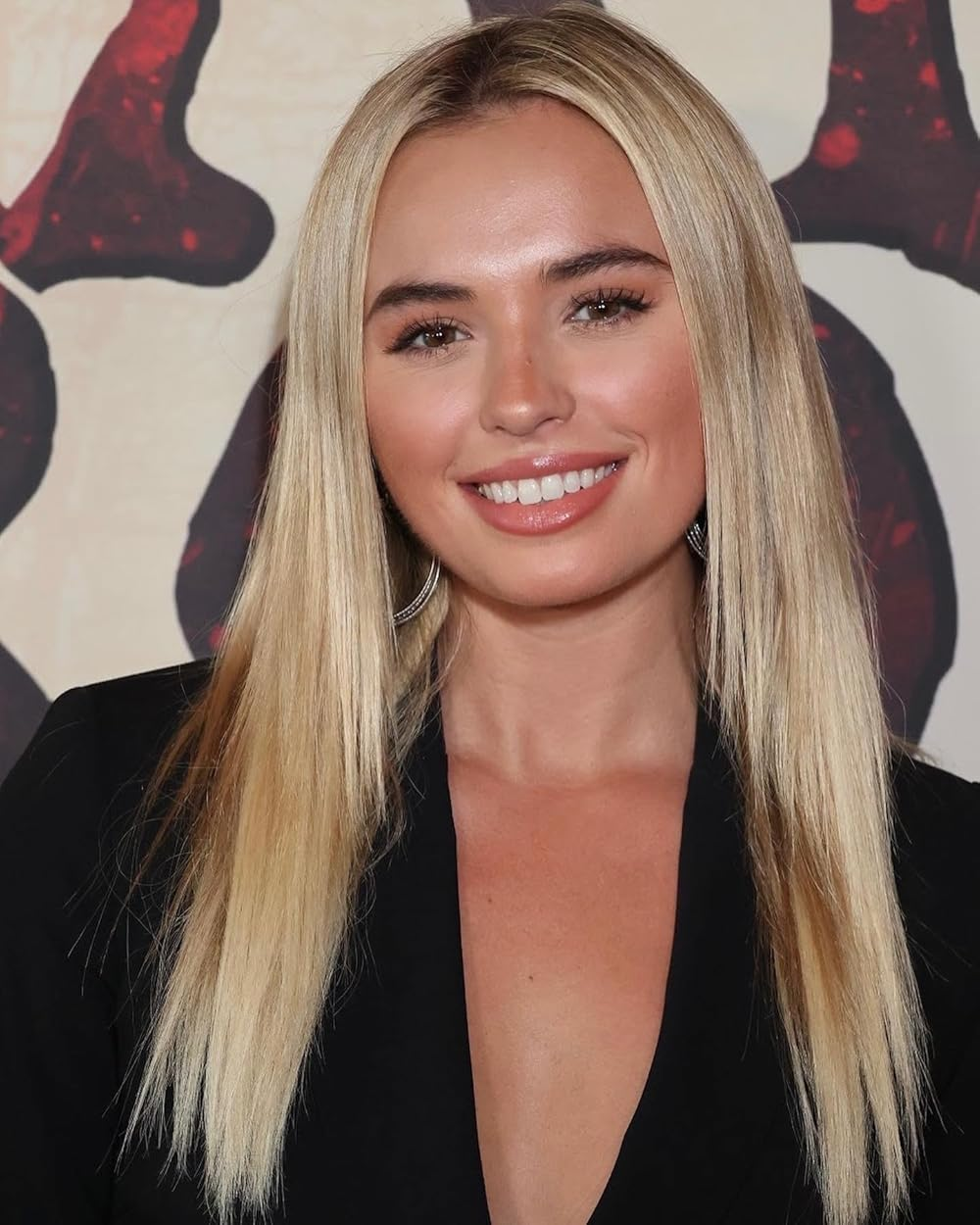
Victoria Baldesarra, 2016

Victoria Baldesarra (* 28. Juli 1998 in Toronto, Ontario) ist eine kanadische Schauspielerin und Tänzerin.

## Leben
Victoria Baldesarra ist die Tochter von Tulio und Cherlann Baldesarra. Sie hat einen älteren Bruder. Mit drei Jahren begann sie zu tanzen. Von 2013 bis 2024 verkörperte sie in der kanadischen Fernsehserie The Next Step die Rolle der Michelle Beatrice W. in insgesamt 177 Episoden. In den Fernsehserien Lost & Found Music Studios und The Captain Calamity Adventures war sie ebenfalls in derselben Rollen zu sehen.
Weitere Rollen übernahm sie 2018 in einer Episode der Fernsehserie Private Eyes und 2019 in zwei Episoden der Fernsehserie The Bay. 2019 war sie im Musikvideo der Musikgruppe Hand Made House zum Lied In Bloom zu sehen. 2021 hatte sie eine Episodenrolle in TallBoyz.

## Filmografie (Auswahl)
- 2013–2024: The Next Step (Fernsehserie, 177 Episoden)
- 2015–2016: Lost & Found Music Studios (Fernsehserie, 14 Episoden)
- 2017–2018: The Captain Calamity Adventures (Fernsehserie)
- 2018: Private Eyes (Fernsehserie, Episode 2x17)
- 2019: The Bay (Fernsehserie, 2 Episoden)
- 2021: TallBoyz (Fernsehserie, Episode 2x05)
- 2021: The Magic
- 2022: The Recital (Kurzfilm)
- 2022: The Blonde Bombshell (Kurzfilm)
- 2022: The Price of Perfection (Fernsehfilm)
- 2022: Shady Grove
- 2023: Dying to Sleep
- 2023: Ride (Fernsehserie, Episode 1x07)
- 2024: The Face I Can’t Forgetn (Fernsehfilm)